# ديفيد أوليري
ديفيد أوليري (بالإنجليزية: David O'Leary)‏ (مواليد 2 مايو 1958) هو لاعب كرة قدم. يلعب مع منتخب جمهورية أيرلندا لكرة القدم. سبق له أن لعب في كأس العالم لكرة القدم مع منتخب بلاده.

## مسيرته الكروية
لعب ديفيد أوليري خلال مسيرته الاحترافية مع ناديين في عشرون موسمًا وسجل خلالها 10 أهداف ضمن 568 مباراة. حيث فاز في ثلاثة مواسم بالكأس وفي موسمين بالدوري.
خاض ديفيد أوليري مسيرته مع نادي أرسنال في موسم 1975–76 ليلعب معه ثمانية عشر موسمًا، مشاركًا في 558 مباراة سجل خلالها 10 أهداف. ثم انتقل إلى نادي ليدز يونايتد في موسم 1993–94 ولمدة موسمين، حيث شارك في 10 مباريات ولم يسجل أي هدف.

## روابط خارجية
- ديفيد أوليري على موقع الاتحاد الدولي (مؤرشف)  (الإنجليزية)
- ديفيد أوليري على موقع الاتحاد الأوربي (الإنجليزية)
- ديفيد أوليري على موقع قاعدة بيانات كرة القدم.إي يو (الإنجليزية)
- ديفيد أوليري على موقع ناشيونال فوتبول تيمز (الإنجليزية)
- ديفيد أوليري على موقع Soccerbase.com (لاعب) (الإنجليزية)
- ديفيد أوليري على موقع Soccerbase.com (مدرب) (الإنجليزية)
- ديفيد أوليري على موقع عالم كرة القدم.نت (الإنجليزية)